# Romanogobio belingi
Romanogobio belingi е вид лъчеперка от семейство Шаранови (Cyprinidae). Видът не е застрашен от изчезване.

## Разпространение и местообитание
Разпространен е в Беларус, Белгия, Германия, Молдова, Нидерландия, Полша, Русия, Словакия, Украйна, Франция и Чехия.
Обитава места с песъчлива почва и езера.

## Описание
На дължина достигат до 11,5 cm.
Продължителността им на живот е около 5 години.